# 澄清路
澄清路（Chengcing Rd.）為連結高雄市鳥松區、三民區、鳳山區、苓雅區往來澄清湖的南北向重要幹道。北起於鳥松區澄清湖牌樓，其中大埤路口至光復路二段口間之路段編號市道183乙線，並連結台1線九如一路往高速公路、建國路三段往屏東，南止於鳳山區三多一路與鳳山區自由路交界處由國泰路二段續接往五甲地區、前鎮區和小港區方向。

## 行經行政區域
（由北至南）
- 鳥松區
- 三民區
- 鳳山區
- 苓雅區

## 歷史

### 自強陸橋
位於三民區九如一路、鳳山區建國路三段至鳳山區光復路二段之間，跨越台鐵屏東線鐵路，1977年1月竣工，2018年10月14日因鐵路遷入地下永久路線營運啟用，2019年4月4日拆除橋體，同年5月3日下午恢復平面道路通行。

## 沿線設施
（由北至南）
- 澄清湖
- 鳥松濕地公園
- 大埤路
- 正修科技大學(840號)
- 高雄市政府環境保護局（834號）
- 核能安全委員會輻射偵測中心(823號)
- 高雄市政府警察局仁武分局大華派出所(821號)
- 復興廣播電台高雄台(819號)
- 家樂福澄清店(625號)
- 寶業里滯洪公園
- 九如一路、建國路三段
- 高雄鐵路綠園道（鐵道街、文享街）
- 正義車站（入口在正義路）
- 鳳山高中(門牌設於光復路二段130號)
- 教育部高雄市聯絡處(176號 負責辦理軍訓事宜)
- 高雄市政府鳳山行政中心(門牌設於光復路二段132號)
  -     - 高雄鳳山行政中心郵局
- 中山西路
- 高雄市公車建軍站(門牌設於建軍路2號)
- 捷運衛武營站

## 公車資訊
- 高雄客運
  - 60 覺民幹線 駁二藝術特區－長庚醫院－夢裡活動中心
  - 8006 高雄客運鳳山站－澄清湖－仁美－大樹
  - 8008 捷運岡山車站－澄清湖－建國站
  - 8009 旗山北站－澄清湖－建國站
  - 8021 高雄客運鳳山站－彌陀國小
  - 8041C 鳳山－澄清湖－岡山－茄萣站
  - 8048 捷運都會公園站－楠梓－鳳山－屏東轉運站
  - 8049 崗山頭－岡山－楠梓－澄清湖－高雄客運鳳山站
  - 橘12 中崙－捷運鳳山西站－長庚醫院
- 港都客運
  - 30 小港站－長庚醫院
  - 70 三多幹線 前鎮站－長庚醫院
  - 88 建國幹線 鳳山轉運站（捷運大東站）－建軍站（捷運衛武營站）－捷運鹽埕埔站
  - 88 建國幹線延駛 黃埔公園－鳳山轉運站（捷運大東站）－建軍站（捷運衛武營站）－捷運鹽埕埔站
  - 217 加昌站－合群社區－鳥松區公所
  - 黃2 前鎮高中－澄清湖棒球場－忠誠路口
- 東南客運
  - 橘7A 被服廠（捷運鳳山西站）－舊鐵橋濕地－大樹區公所
  - 橘7B 被服廠（捷運鳳山西站）－大樹區公所－佛陀紀念館

## 公共自行車
- 高雄市公共自行車租賃系統：
  - 澄清湖：大埤路/澄清路(西北角)
  - 正修科技大學：澄清路840號(左側人行道)
  - 澄清澄明街口：澄清路/澄明街口(東南側)
  - 文山公兒三公園：文鳳路/澄清路口(東北側)
  - 寶業滯洪公園(澄清路)：澄清路/覺民路(東北側)
  - 鳳山行政中心東側：澄清路/光復路二段口西北側

## 資料來源
1. ↑  養工處. . 高雄市政府工務局. 2019-03-25  [2019-03-25]. （原始内容存档于2019-06-11） （中文）.
2. ↑  蔡清華. . 自由時報電子報. 2019-05-03  [2019-05-03]. （原始内容存档于2019-05-03） （中文）.

## 相關連結
- 高雄市主要道路列表